# Phytodietus rhodopaeus
Phytodietus rhodopaeus är en stekelart som beskrevs av Kolarov 2003. Phytodietus rhodopaeus ingår i släktet Phytodietus och familjen brokparasitsteklar. Inga underarter finns listade i Catalogue of Life.